# 卡斯塔诺普里莫
卡斯塔诺普里莫（義大利語：Castano Primo），是意大利米兰省的一个市镇。总面积19平方公里，人口10903人，人口密度573.8人/平方公里（2009年）。国家统计（ISTAT）代码为015062。

## 產業
1800 年至 1900 年間，卡斯塔诺普里莫的經濟從以農業為主轉向工業。至 20 世紀初，最發達的產業是絲綢紡紗和織造，其次是機械業。